# Charles Nelson Pogue
Charles Nelson Pogue (Winnipeg, 15 de septiembre de 1897 — 1 de enero de 1985) fue un ingeniero e inventor canadiense. En 1930 diseñó el carburador Pogue que consumía unos 1.1 litro de gasolina a los 100km y que nombró «carburador de vapor» o «carburador catalítico».

## Biografía
Aunque es conocido por la invención del carburador catalítico, sus actividades como inventor e investigador no se reducen a él. Pogue trabajo en la búsqueda de otros carburadores que mejorasen los rendimientos, así como en el terreno de los carburantes... También, de manera marginal, utilizó su ingenio para investigar en materias que poco tenían que ver con el mundo del motor. Hacia el final de su vida trabajaba en el proyecto de construcción de un material que sirviese como alternativa real al cemento.

## Patentes
Patentes de Charles Nelson Pogue:
- U.S. Patent 1750354 del 11 de marzo de 1930, con su explicación: Oil Industry Suppressed Plans for 200-mpg Car, Simon de Bruxelles, 31 de marzo de 2003.
- U.S. Patent 1938497 del 5 de diciembre de 1933
- U.S. Patent 1997497 del 9 de abril de 1935, con su explicación: Oil Industry Suppressed Plans for 200-mpg Car, Simon de Bruxelles, 31 de marzo de 2003.
- U.S. Patent 2026798 del 7 de enero de 1936, con su explicación: Oil Industry Suppressed Plans for 200-mpg Car, Simon de Bruxelles, 31 de marzo de 2003.